# Carlos Rehermann
Carlos Rehermann (Montevideo, 1961) es un novelista, dramaturgo y arquitecto uruguayo.

## Vida
Activo desde 1990. Publicó  nueve novelas, siete obras de teatro, todas ellas llevadas a escena en Uruguay y otros países, y un libro-ensayo sobre diseño gráfico en la arquitectura de Montevideo. Su obra ha sido incluida en antologías de relatos y ensayos- Escribe notas de cultura en medios de prensa uruguayos. Obtuvo el Premio Florencio por su obra A la guerra en Taxi (una biografía del pintor Amedeo Modigliani).. En 2008 recibió el Premio Nacional de Letras en la categoría Teatro por su libro Basura.
En narrativa obtuvo los premios Narradores de Banda Oriental por su novela Tesoro (2016), en segundo premio Nacional de Letras por su novela 180.
Rehermann es además arquitecto, egresado de la Facultad de Arquitectura de la Universidad de la República del Uruguay, pero no ejerce su profesión desde 2000. Tiene una maestría en Ciencias Humanas (Teoría e Historia del Teatro) de la UDELAR. 
Dirige el programa de radio "Tormenta de cerebros" en Radio Uruguay, y ha dirigido varios programas de televisión, entre ellos "La habitación China", en TV Ciudad de Montevideo.

## Bibliografía

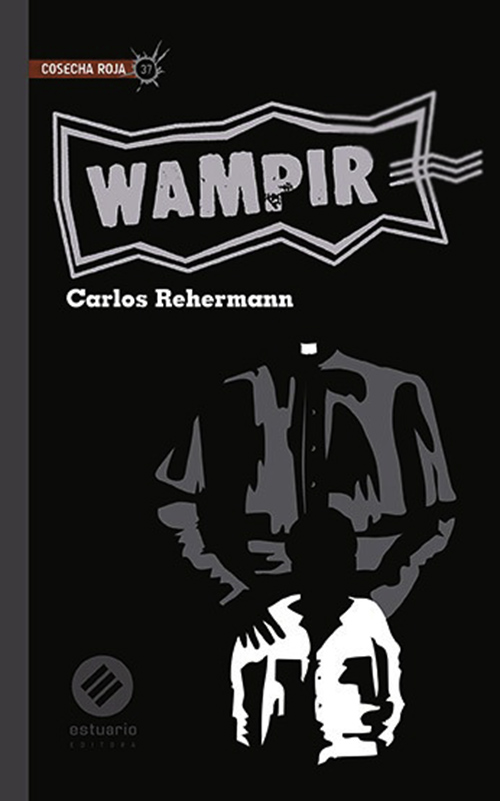

### Libros publicados

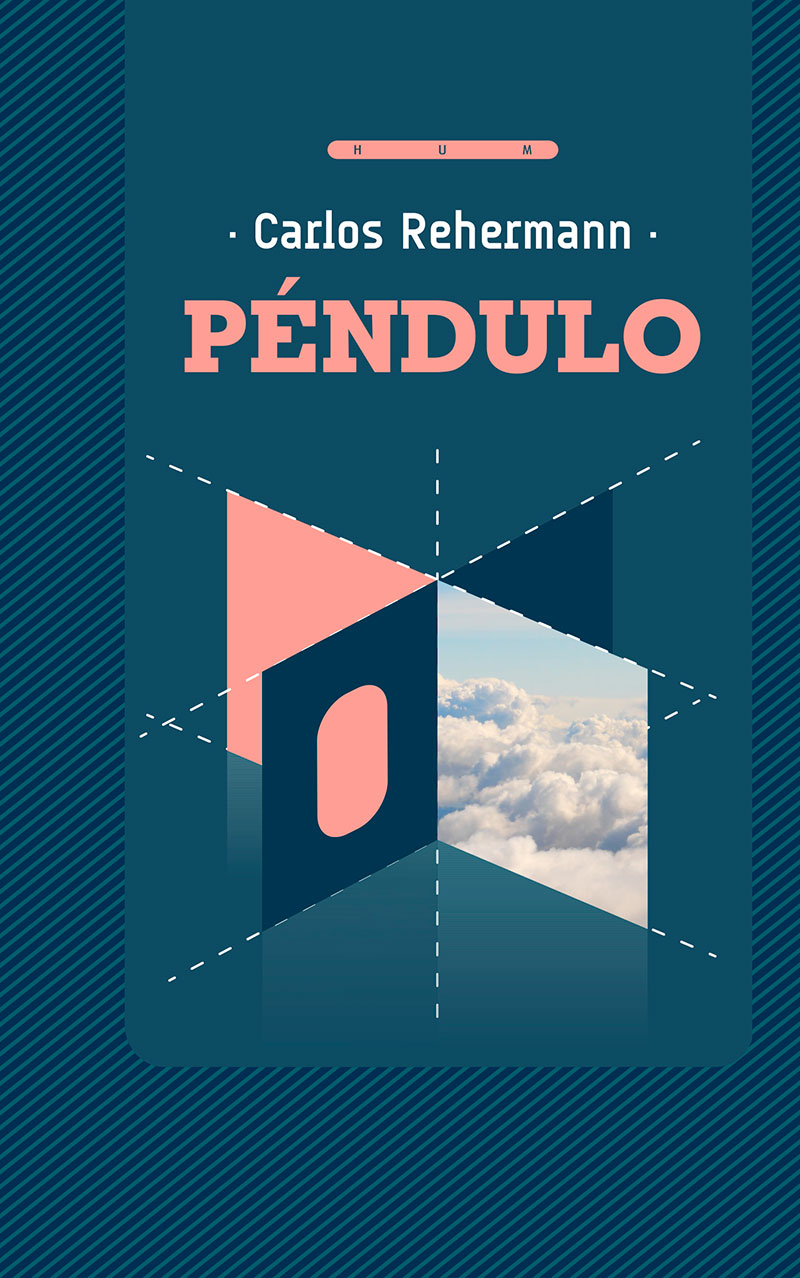

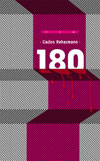

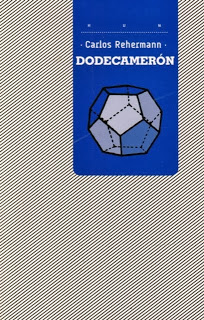

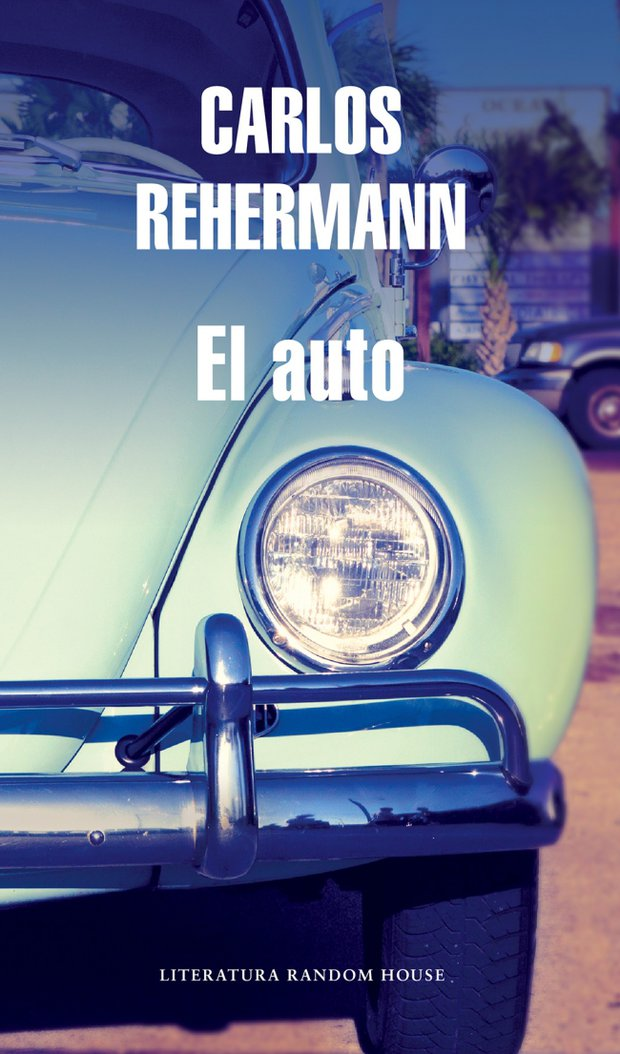

- Los días de la luz deshilachada, 1990, Ed. Signos, Montevideo
- El robo del cero Wharton, 1995, Ed. Trilce, Montevideo
- El canto del pato, 2000, Ed. Planeta, Montevideo
- Prometeo y la jarra de Pandora, 2006, Artefato, Montevideo
- Basura, in Solos en el escenario, 2006, Centro Cultural de España, Montevideo
- Dodecamerón, 2008, HUM, Montevideo
- Mapa de la muerte in Obras para un personaje, 2009, Centro Cultural de España, Montevideo
- 180, 2010, HUM, Montevideo
- Basura y otros textos para teatro, 2012, Estuario editora, Montevideo
- El auto, 2015, Ed. Sudamericana
- Tesoro, 2016, Ediciones de la Banda Oriental.
- Letra en la piedra. Inscripciones en arquitecturas montevideanas, 2018, Loca Edición, MontevideoEnsayo fotográfico sobre diseño gráfico en la arquitectura de Montevideo.

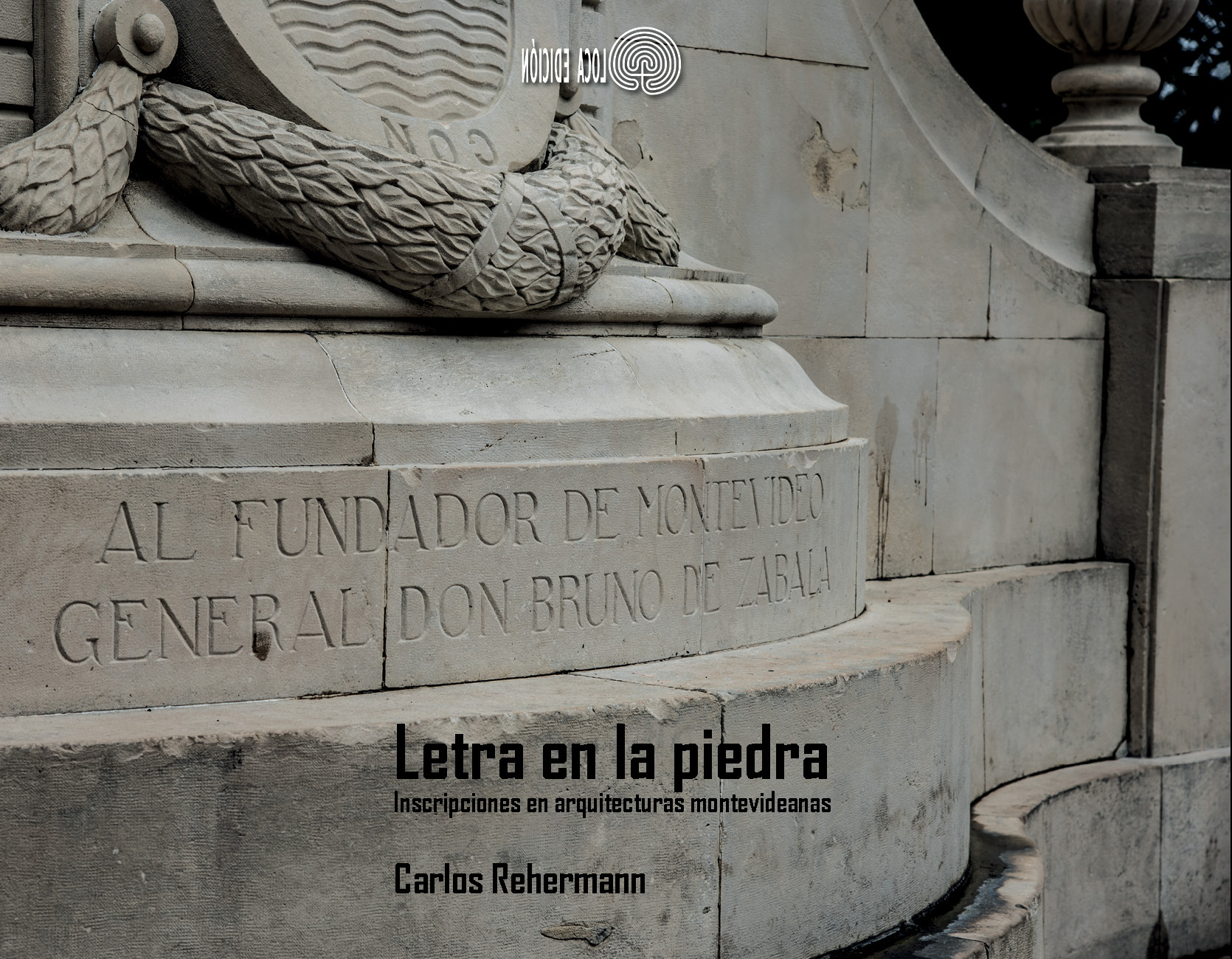
Ensayo fotográfico sobre diseño gráfico en la arquitectura de Montevideo.

- L'auto, 2019, L'atinoir, Mrseille. Traduicción de Antoine Barral
- Péndulo, 2023, HUM, Montevideo.
- Wampir, 2023, Estuario Editora, Montevideo.

### Teatro
- Congreso de sexología, 1999
- Minotauros, 2000

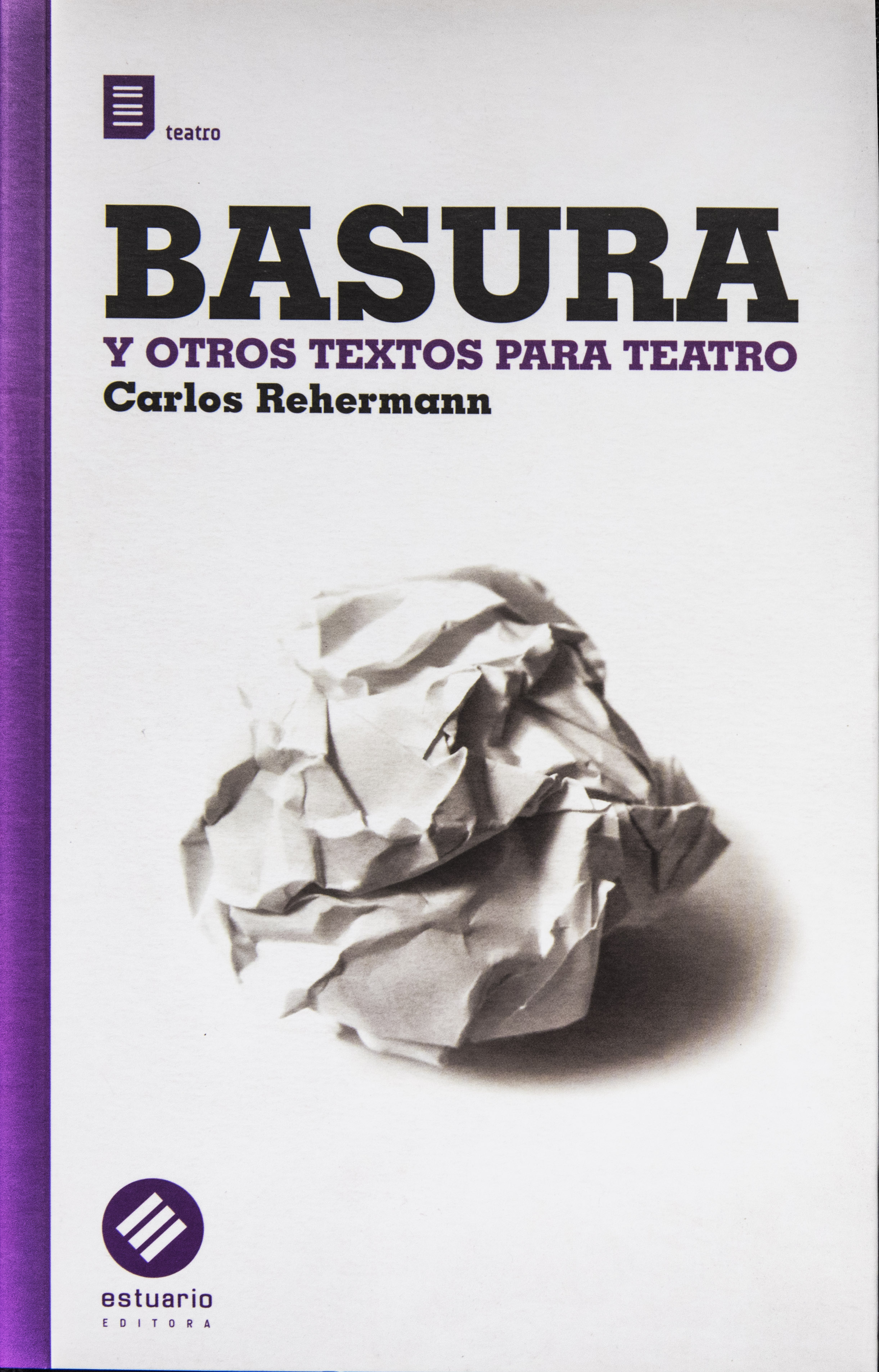

- A la guerra en taxi, 2002 (Premio Florencio a Mejor texto de autor nacional, Asociación de Críticos teatrales del Uruguay, Filial UNESCO)
- Prometeo y la jarra de Pandora, 2005 (Premio Centro Cultural de España)
- Basura, 2006 (Primer Premio "Solos en el escenario", Centro Cultural de España; Nominado a Premio Florencio como Mejor texto de autor nacional)
- El Examen, 2008 (Premio Nacional de Letras; Premio de Dramaturgia COFONTE, 60 años de Teatro El Galpón.)
- Mapa de la muerte, 2009 (Mención "Solos en el escenario II", Centro Cultural de España)

### Premios
- 1991 Mención en el Concurso Literario Municipal de Montevideo por Los días de la luz deshilachada.
- 2002 Premio Florencio al mejor texto teatral de autor nacional por A la guerra en taxi.
- 2005 Premio Centro Cultural de España a Prometeo y la jarra de Pandora.
- 2006 Primer Premio "Solos en el Escenario" (Centro Cultural de España) a Basura.
- 2006 Nominado al Premio Florencio a mejor texto de autor nacional por Basura.
- 2008 Premio Nacional de Letras por El examen.
- 2008 Primer Premio de dramaturgia "60 años de Teatro El Galpón", otorgado por COFONTE, por El examen.

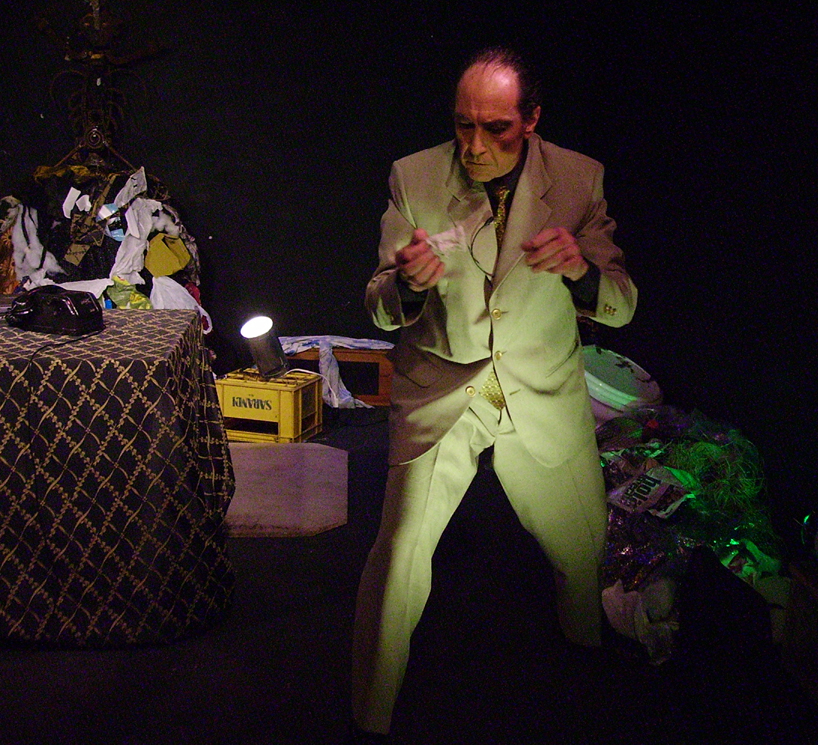
Roberto Foliatti en "Basura" (2006).

- Roberto Foliatti en "Basura" (2006).2009 Mención "Solos en el Escenario II" (Centro Cultural de España) por Mapa de la muerte.
- 2009 Premio Iberesecena por el proyecto Recto/Verso.
- 2010 Premio Morosoli de Plata por la trayectoria como dramaturgo.
- 2012 Segundo Premio Anual de Literatura (Ministerio de Educación y Cultura de Uruguay) por la novela 180.
- 2014 Primer Premio Anual de Literatura (Ministerio de Educación y Cultura de Uruguay) por el conjunto de su obra para teatro editada, "Basura y otros textos para teatro".
- 2016 Primer Premio "Narradores de Banda Oriental" por su novela "Tesoro" (Ediciones de la Banda Oriental, 2016).
- 2022 Primer Premio "Intendencia de Rocha" por su novela "Wampir".